# 山角康定
山角 康定（やまかく やすさだ）は、戦国時代から安土桃山時代にかけての武士。後北条氏の家臣。

## 略歴
山角定吉の嫡男として誕生。北条氏康から偏諱を受け、その子・氏政の側近であった。初め四郎左衛門尉、治部、後に上野介と称した。
『北条氏所領役帳』には御馬廻衆として200貫文余の知行高が記されている。虎朱印状の奉者を務め、評定衆としても活躍した。現存している裁許朱印状には康定が関与した物が多数残っており、彼の評定衆としての活躍が窺い知れる。また、検使や伊豆国代官を務め、上杉謙信との越相同盟交渉にも関わっている。他にも小田原城の御馬廻衆の統括者であり、300騎の侍大将であった。
天正18年（1590年）小田原征伐では小田原城に籠城し、開城後まもなく死去している。 